# Championnat du monde de badminton par équipes féminines 1957
Navigation
Philadelphie 1960
La 1re édition du championnat du monde de badminton par équipes féminines, appelé également Uber Cup a eu lieu durant la saison de badminton 1956-1957.

## Format de la compétition
11 nations participent à l'Uber Cup. Après des phases de qualifications disputées localement, un tournoi final attribuant le titre se joue en Angleterre.
Chaque rencontre se joue en 7 matches : 3 simples et 4 doubles.

## Pays participants
| Zone      | Pays                                     |
| --------- | ---------------------------------------- |
| Océanie   | Nouvelle-Zélande                         |
| Asie      | Hong Kong Inde Malaisie                  |
| Europe    | Angleterre Danemark Écosse Irlande Suède |
| Amériques | Canada États-Unis (pays hôte)            |

## Qualifications

### Zone Océanie
La Nouvelle-Zélande est le seul représentant. Elle se qualifie d'office pour le tour final.

### Zone Asie
|  | Demi-finales             | Demi-finales             |          |   | Finale                          | Finale                          |
|  | Demi-finales             | Demi-finales             |          |   | Finale                          | Finale                          |
|  |                          |                          |          |   |                                 |                                 |
|  | 30 août 1956 à Hong Kong | 30 août 1956 à Hong Kong |          |   | 21 décembre 1956 à Kuala Lumpur | 21 décembre 1956 à Kuala Lumpur |
|  | 30 août 1956 à Hong Kong | 30 août 1956 à Hong Kong |          |   | 21 décembre 1956 à Kuala Lumpur | 21 décembre 1956 à Kuala Lumpur |
|  | Malaisie                 | 6                        |          |   | 21 décembre 1956 à Kuala Lumpur | 21 décembre 1956 à Kuala Lumpur |
|  | Malaisie                 | 6                        |          |   | 21 décembre 1956 à Kuala Lumpur | 21 décembre 1956 à Kuala Lumpur |
|  | Hong Kong                | 1                        |          |   | 21 décembre 1956 à Kuala Lumpur | 21 décembre 1956 à Kuala Lumpur |
|  | Hong Kong                | 1                        | Malaisie | 3 |                                 |                                 |
|  |                          |                          | Malaisie | 3 |                                 |                                 |
|  |                          | Inde                     | 4        |   |                                 |                                 |
|  | Inde                     | Inde                     | 4        |   |                                 |                                 |
|  |                          |                          |          |   |                                 |                                 |
|  | bye                      |                          |          |   |                                 |                                 |
|  |                          |                          |          |   |                                 |                                 |

### Zone Europe
|  | Quarts de finale            | Quarts de finale          |         |   | Demi-finales             | Demi-finales             |  |  | Finale                | Finale                |
|  | Quarts de finale            | Quarts de finale          |         |   | Demi-finales             | Demi-finales             |  |  | Finale                | Finale                |
|  |                             |                           |         |   |                          |                          |  |  |                       |                       |
|  | 17 novembre 1956 à Dublin   | 17 novembre 1956 à Dublin |         |   | 4 janvier 1957 à Belfast | 4 janvier 1957 à Belfast |  |  | 15 mars 1957 à Dublin | 15 mars 1957 à Dublin |
|  | 17 novembre 1956 à Dublin   | 17 novembre 1956 à Dublin |         |   | 4 janvier 1957 à Belfast | 4 janvier 1957 à Belfast |  |  | 15 mars 1957 à Dublin | 15 mars 1957 à Dublin |
|  | Irlande                     | 6                         |         |   | 4 janvier 1957 à Belfast | 4 janvier 1957 à Belfast |  |  | 15 mars 1957 à Dublin | 15 mars 1957 à Dublin |
|  | Irlande                     | 6                         |         |   | 4 janvier 1957 à Belfast | 4 janvier 1957 à Belfast |  |  | 15 mars 1957 à Dublin | 15 mars 1957 à Dublin |
|  | Suède                       | 1                         |         |   | 4 janvier 1957 à Belfast | 4 janvier 1957 à Belfast |  |  | 15 mars 1957 à Dublin | 15 mars 1957 à Dublin |
|  | Suède                       | 1                         | Irlande | 5 |                          |                          |  |  | 15 mars 1957 à Dublin | 15 mars 1957 à Dublin |
|  |                             |                           | Irlande | 5 |                          |                          |  |  | 15 mars 1957 à Dublin | 15 mars 1957 à Dublin |
|  |                             | Écosse                    | 2       |   |                          |                          |  |  | 15 mars 1957 à Dublin | 15 mars 1957 à Dublin |
|  | Écosse                      | Écosse                    | 2       |   |                          |                          |  |  | 15 mars 1957 à Dublin | 15 mars 1957 à Dublin |
|  |                             |                           |         |   |                          |                          |  |  | 15 mars 1957 à Dublin | 15 mars 1957 à Dublin |
|  | bye                         |                           |         |   |                          |                          |  |  | 15 mars 1957 à Dublin | 15 mars 1957 à Dublin |
|  | Irlande                     | 1                         |         |   |                          |                          |  |  |                       |                       |
|  | Irlande                     | 1                         |         |   |                          |                          |  |  |                       |                       |
|  |                             | Danemark                  | 6       |   |                          |                          |  |  |                       |                       |
|  | Angleterre                  | Danemark                  | 6       |   |                          |                          |  |  |                       |                       |
|  | 16 janvier 1957 à Wimbledon |                           |         |   |                          |                          |  |  |                       |                       |
|  | bye                         |                           |         |   |                          |                          |  |  |                       |                       |
|  | Angleterre                  | 2                         |         |   |                          |                          |  |  |                       |                       |
|  | Angleterre                  | 2                         |         |   |                          |                          |  |  |                       |                       |
|  |                             | Danemark                  | 5       |   |                          |                          |  |  |                       |                       |
|  | Danemark                    | Danemark                  | 5       |   |                          |                          |  |  |                       |                       |
|  |                             |                           |         |   |                          |                          |  |  |                       |                       |
|  | bye                         |                           |         |   |                          |                          |  |  |                       |                       |
|  |                             |                           |         |   |                          |                          |  |  |                       |                       |

### Zone Amériques
| les 25 et 26 février 1956 à Kitchener |     |        |
| États-Unis                            | 7-0 | Canada |

## Tournoi final

### Tableau
|  | Demi-finales              | Demi-finales              |            |   | Finale                                     | Finale                                     |
|  | Demi-finales              | Demi-finales              |            |   | Finale                                     | Finale                                     |
|  |                           |                           |            |   |                                            |                                            |
|  | 13 mars 1957 à Eastbourne | 13 mars 1957 à Eastbourne |            |   | 18 mars 1957 à Lytham St Annes, Lancashire | 18 mars 1957 à Lytham St Annes, Lancashire |
|  | 13 mars 1957 à Eastbourne | 13 mars 1957 à Eastbourne |            |   | 18 mars 1957 à Lytham St Annes, Lancashire | 18 mars 1957 à Lytham St Annes, Lancashire |
|  | États-Unis                | 7                         |            |   | 18 mars 1957 à Lytham St Annes, Lancashire | 18 mars 1957 à Lytham St Annes, Lancashire |
|  | États-Unis                | 7                         |            |   | 18 mars 1957 à Lytham St Annes, Lancashire | 18 mars 1957 à Lytham St Annes, Lancashire |
|  | Inde                      | 0                         |            |   | 18 mars 1957 à Lytham St Annes, Lancashire | 18 mars 1957 à Lytham St Annes, Lancashire |
|  | Inde                      | 0                         | États-Unis | 6 |                                            |                                            |
|  |                           |                           | États-Unis | 6 |                                            |                                            |
|  |                           | Danemark                  | 1          |   |                                            |                                            |
|  | Nouvelle-Zélande          | Danemark                  | 1          |   |                                            |                                            |
|  |                           |                           |            |   |                                            |                                            |
|  | Danemark                  | w/o                       |            |   |                                            |                                            |
|  | Danemark                  | w/o                       |            |   |                                            |                                            |

### Finale
| 18 mars 1957 à Lytham St Annes | États-Unis                   | 6 - 1 | Danemark                                   | Score            |
| ------------------------------ | ---------------------------- | ----- | ------------------------------------------ | ---------------- |
| SD                             | Judy Devlin                  | 1-0   | Tonny Ahm                                  | 11-2, 11-8       |
| SD                             | Margaret Varner              | 1-0   | Aase Schiøtt Jacobsen                      | 11-7, 11-1       |
| SD                             | Lois Alston                  | 1-0   | Ruth Petersen                              | 8-11, 11-8, 11-6 |
| DD                             | Ethel Marshall / Bea Massman | 1-0   | Aase Schiøtt Jacobsen / Birte Kristiansen  | 15-11, 15-11     |
| DD                             | Judy Devlin / Susan Devlin   | 1-0   | Kirsten Granlund / Anni Hammergaard Hansen | 15-8, 15-4       |
| DD                             | Ethel Marshall / Bea Massman | 0-1   | Kirsten Granlund / Anni Hammergaard Hansen | 4-15, 9-15       |
| DD                             | Judy Devlin / Susan Devlin   | 1-0   | Aase Schiøtt Jacobsen / Birte Kristiansen  | 15-4, 15-12      |